# Arachnomimus subalatus
Arachnomimus subalatus är en insektsart som beskrevs av Lucien Chopard 1970. Arachnomimus subalatus ingår i släktet Arachnomimus och familjen syrsor. Inga underarter finns listade i Catalogue of Life.